# Resolució 1828 del Consell de Seguretat de les Nacions Unides
La Resolució 1828 del Consell de Seguretat de les Nacions Unides fou adoptada per unanimitat el 31 de juliol de 2008. Observant la situació al Sudan. el Consell va ampliar el mandat de la Operació Híbrida de la Unió Africana i les Nacions Unides al Darfur (UNAMID) durant dotze mesos.
La resolució fou aprovada per 1Al donar la 4 vots a favor i cap en contra, amb l'abstenció dels Estats Units. Tot i expressar un fort suport a l'extensió del mandat, el representant dels Estats Units va dir que s'havia abstingut perquè el llenguatge de la resolució enviaria el missatge equivocat al president del Sudan Omar al-Bashir i soscavar els esforços per portar-lo a ell i altres davant la justícia.
El Consell va prendre nota de les inquietuds de la Unió Africana i de diversos membres del Consell sobre els possibles esdeveniments després de la sol·licitud del fiscal de la Cort Penal Internacional per una ordre de detenció contra el president sudanès acusat de genocidi, crims de guerra i crims contra la humanitat.
El representant de la Federació de Rússia va dir que tenia serioses preocupacions sobre els desenvolupaments negatius que podria seguir la sol·licitud del fiscal. No es podia descartar la possibilitat que grups rebels de línia dura aprofitessin aquesta situació per intensificar la seva campanya contra el govern al Darfur.
Tanmateix, el representant de Bèlgica estava entre els delegats que haurien preferit veure un llenguatge més fort en la lluita contra la impunitat, expressant el seu suport a la tasca de la Cort Penal Internacional i la seva recerca de la justícia internacional. Bèlgica esperava amb interès la decisió de la Cambra de Primera Instància sobre la sol·licitud d'acusació del fiscal del cap.
El representant del Regne Unit, el patrocinador de la resolució, va dir que el Consell no havia pres cap posició sobre la qüestió de si actuar sobre la proposta del fiscal per acusar al president del Sudan. En la resolució 1593 (2005), el Consell va decidir que la situació al Darfur va justificar una investigació de la Cort Penal Internacional, però aquest debat plantejaria preguntes profundes sobre la relació entre pau i justícia.